# Боджицу
Боджицу или боджуцу (на японски: 棒術 – „техника с тояга“) е вид бойно изкуство, фокусирано върху техниките за боравене с бо, което е японската дума за тояга. Тоягите се използват от хиляди години в азиатските бойни изкуства като силамбам. Това изкуство включва различни видове удари, замахвания, тласкания, мушкания, блокове и маневри с тоягата, които се практикуват в различни стилове и школи.
Днес боджицу обикновено се свързва с окинавското кобудо и е един от основните елементи на класическото бойно обучение.